# Gianluca Speranza
Gianluca Speranza (* 1986 oder 1987 in L’Aquila) ist ein professioneller italienischer Pokerspieler. Er gewann 2022 das High Roller der European Poker Tour sowie ein Bracelet bei der World Series of Poker.

## Pokerkarriere
Speranza spielt auf der Onlinepoker-Plattform PokerStars unter dem Nickname Tankanza. Dort gewann er 2018 und 2019 jeweils das Main Event der Spring Championship Of Online Poker und sicherte sich bei beiden Erfolgen ein Preisgeld von mehr als einer Million US-Dollar. Darüber hinaus ist er bei WSOP.com als InMyHouse unterwegs und nutzt bei GGPoker seinen echten Namen.
Seine erste Geldplatzierung bei einem Live-Pokerturnier erzielte Speranza Ende Juni 2007 in Nova Gorica im Westen Sloweniens. Nach einigen kleineren Turniererfolgen in Sanremo, Saint-Vincent und Venedig in seinem Heimatland war er im Juli 2010 erstmals bei der World Series of Poker (WSOP) im Rio All-Suite Hotel and Casino in Paradise am Las Vegas Strip erfolgreich. Dort kam der Italiener bei zwei Turnieren der Variante No Limit Hold’em in die Geldränge und belegte u. a. den mit knapp 50.000 US-Dollar dotierten 197. Platz im Main Event. Im Oktober und November 2010 gewann er in Saint Vincent beim Poker Grand Prix seine ersten beiden Live-Turnieren und sicherte sich Siegprämien von jeweils knapp 5000 Euro. Bei der World Series of Poker Europe in Cannes wurde Speranza im Oktober 2011 Zweiter bei einem Turnier in No Limit Hold’em und erhielt knapp 100.000 Euro. Anschließend blieben für mehrere Jahre größere Live-Turniererfolge aus, ehe er Anfang November 2017 beim Main Event der World Series of Poker Europe im King’s Resort in Rozvadov den Finaltisch erreichte. Der Italiener spielte sich bis ins finale Heads-Up gegen Martí Roca de Torres, musste sich dort jedoch dem Spanier geschlagen geben und mit einer Auszahlung von knapp 700.000 Euro begnügen. Auch das High Roller der partypoker Millions Dusk Till Dawn in Nottingham beendete Speranza im Oktober 2018 als Zweiter, was ihm knapp 200.000 Britische Pfund einbrachte. Mitte Januar 2019 saß er beim High Roller des PokerStars Caribbean Adventures auf den Bahamas am Finaltisch und erhielt als Sechster über 200.000 US-Dollar. Beim Main Event der World Poker Tour im Hotel Bellagio am Las Vegas Strip belegte er Mitte Dezember 2021 den mit mehr als 600.000 US-Dollar dotierten dritten Rang. Anfang Mai 2022 gewann der Italiener in Monte-Carlo das High Roller der European Poker Tour mit einer Siegprämie von 853.000 Euro, das bislang höchste Live-Preisgeld seiner Pokerlaufbahn. Bei der WSOP 2022, die erstmals im Bally’s Las Vegas und Paris Las Vegas ausgespielt wurde, entschied er das online ausgespielte Encore Freezeout für sich und erhielt ein Bracelet sowie den Hauptpreis von rund 325.000 US-Dollar.
Insgesamt hat sich Speranza mit Poker bei Live-Turnieren mehr als 4,5 Millionen US-Dollar erspielt.